# Teicophrys halffteri
Teicophrys halffteri är en insektsart som beskrevs av Bolívar, C. och Coronado 1955. Teicophrys halffteri ingår i släktet Teicophrys och familjen Episactidae. Inga underarter finns listade i Catalogue of Life.